# Llaneces (Allande)
Llaneces (en eonaviego, Llaeces) es una aldea perteneciente a la parroquia de Santa Coloma, en el concejo de Allande, comarca del Narcea, Principado de Asturias, España.